# Bob Esponja Calça Quadrada (série de filmes)
A série de filmes de Bob Esponja Calça Quadrada consiste em comédias familiares em animação e live-action produzidas nos Estados Unidos, baseadas e uma continuação da série animada de televisão de mesmo nome. Os filmes são distribuídos pela Paramount Pictures. Os filmes apresentam os dubladores principais da série: Tom Kenny, Bill Fagerbakke, Rodger Bumpass, Clancy Brown, Mr. Lawrence, Jill Talley, Carolyn Lawrence, Mary Jo Catlett e Lori Alan.
Os planos para um filme baseado na série começaram em 2001, quando a Nickelodeon e a Paramount Pictures começaram a abordar o criador da série, Stephen Hillenburg, para um longa-metragem. Ele inicialmente recusou suas ofertas, mas começou a desenvolvê-lo em 2002 após a conclusão da terceira temporada do programa. Hillenburg dirigiu o filme, intitulado Bob Esponja - O Filme, que foi lançado nos Estados Unidos em 19 de novembro de 2004, com sucesso comercial e de crítica. Foi originalmente planejado para ser o final da série, mas o sucesso da série levou à produção de mais episódios. Um Herói Fora D'Água, dirigido pelo ex-showrunner Paul Tibbitt, foi lançado em 2015. Um terceiro filme, O Incrível Resgate, foi dirigido pelo ex-roteirista Tim Hill e lançado em 2020.
Em fevereiro de 2022, quatro filmes adicionais foram anunciados para estar em desenvolvimento, incluindo um quarto filme para cinemas previsto para ser lançado em maio de 2025, e três filmes derivados sendo desenvolvidos para lançamento no Paramount+.

## Filmes
| Título                                 | Lançamento             | Diretor(es)        | Roteirista(s)                                                                           | História                                | Produtor(es)                      |
| -------------------------------------- | ---------------------- | ------------------ | --------------------------------------------------------------------------------------- | --------------------------------------- | --------------------------------- |
| Bob Esponja - O Filme                  | 19 de novembro de 2004 | Stephen Hillenburg | Derek Drymon, Tim Hill, Stephen Hillenburg, Kent Osborne, Aaron Springer e Paul Tibbitt | Stephen Hillenburg                      | Stephen Hillenburg e Julia Pistor |
| Bob Esponja: Um Herói Fora D'Água      | 6 de fevereiro de 2015 | Paul Tibbitt       | Jonathan Aibel e Glenn Berger                                                           | Stephen Hillenburg e Paul Tibbitt       | Paul Tibbitt e Mary Parent        |
| Bob Esponja: O Incrível Resgate        | 14 de agosto de 2020   | Tim Hill           | Tim Hill                                                                                | Tim Hill, Jonathan Aibel e Glenn Berger | Ryan Harris                       |
| A Missão de Sandy Bochechas            | 2 de agosto de 2024    | Liza Johnson       | Kaz & Tom J. Stern                                                                      | Kaz & Tom J. Stern                      | Marc Ceccarelli eVincent Waller   |
| Plankton: O Filme                      | 7 de março de 2025     | Dave Needham       | Mr. Lawrence Kaz e Chris Viscardi                                                       | Mr. Lawrence                            | TBA                               |
| Quarto filme sem título de Bob Esponja | 23 de maio de 2025     | TBA                | TBA                                                                                     | TBA                                     | TBA                               |
| Terceiro filme spin-off sem título     | TBA                    | TBA                | TBA                                                                                     | TBA                                     | TBA                               |

### The SpongeBob SquarePants Movie(2004)
O plano de Plankton é roubar a coroa do Rei Netuno e enviá-la para a perigosa Cidade das Conchas, e então incriminar o Sr. Siriguejo pelo crime. Bob Esponja e Patrick devem viajar para a Cidade das Conchas enquanto enfrentam vários perigos ao longo do caminho para recuperar a coroa para salvar o Sr. Siriguejo da ira de Netuno e a Fenda do Biquíni da tirania de Plankton.

### The SpongeBob Movie: Sponge Out of Water(2015)
A trama segue um pirata chamado Barba Burger (Antonio Banderas), que rouba a fórmula secreta do Hambúrguer de Siri usando um livro mágico que transforma em realidade qualquer texto escrito nele. Depois que a Fenda do Biquíni se transforma em uma fossa apocalíptica e os cidadãos se voltam contra Bob Esponja, ele deve se unir a Plankton para encontrar a fórmula e salvar a Fenda do Biquíni. Mais tarde, Bob Esponja, Patrick, Lula Molusco, Sr. Siriguejo, Sandy e Plankton devem viajar para a superfície para enfrentar Barba Burger e obter a fórmula de volta antes que a Fenda do Biquíni seja completamente destruída.

### The SpongeBob Movie: Sponge on the Run(2020)
Um terceiro filme foi lançado nos cinemas canadenses em 14 de agosto de 2020, seguido por um vídeo limitado sob demanda e lançamento da Paramount+ em 4 de março de 2021. O filme foi dirigido por Tim Hill, que também escreveu o roteiro, a partir de uma história de Aaron Springer, Jonathan Aibel e Glenn Berger. Os principais dubladores da série, Tom Kenny, Bill Fagerbakke, Rodger Bumpass, Clancy Brown, Mr. Lawrence, Jill Talley, Carolyn Lawrence, Mary Jo Catlett e Lori Alan, reprisaram seus papéis. O filme mostra como Bob Esponja conheceu seus amigos pela primeira vez em um acampamento de verão enquanto salvava Gary.

### Futuro

#### Quarto filme sem título de Bob Esponja (2025)
Em agosto de 2021, o então CEO da Nickelodeon, Brian Robbins, disse que "há um novo [filme] de Bob Esponja em andamento". Um quarto filme foi oficialmente confirmado em fevereiro de 2022. Em 10 de novembro de 2022, foi anunciado que o filme seria lançado nos cinemas em 23 de maio de 2025.

#### Filmes derivados
Em fevereiro de 2022, foi anunciado que três filmes derivados de personagens estavam em desenvolvimento com lançamentos planejados exclusivamente para o Paramount+. O primeiro filme sem título está programado para ser lançado em 2023.

#### Saving Bikini Bottom(TBA)
Em maio de 2021, um filme spin-off de Sandy foi anunciado para ser desenvolvido pela Nickelodeon para lançamento em streaming (no caso, Netflix), a ser dirigido por Liza Johnson a partir de um roteiro escrito por Kaz e Tom J. Stern e descrito como um filme que mistura live-action com animação, e que colocaria a personagem-título no mundo real.
Em 12 de agosto de 2021, o título do filme foi revelado como Saving Bikini Bottom. Em agosto de 2021, foi revelado que os planos para o filme Saving Bikini Bottom em Los Alamos foram descartados devido o reescrito do roteiro. Em 17 de fevereiro de 2023, foi revelado que o filme seria lançado na Netflix em 2023, agora com o subtítulo adicional The Sandy Cheeks Movie. Em 25 de abril de 2023, uma primeira olhada no filme foi lançada, bem como um lançamento alterado para 2024. Além disso, foi revelado que Wanda Sykes e Johnny Knoxville se juntaram ao elenco de voz, além de Carolyn Lawrence e Tom Kenny, que estão reprisando seus papéis regulares na série. Outros no elenco em papéis não revelados incluirão Craig Robinson, Grey DeLisle, Ilia Isorelýs Paulino e Matty Cardarople.
O filme inteiro foi vazado em 21 de janeiro de 2024 antes de seu anuncio, teaser e trailer. Como um upload de vídeo de um usuário no X (o site anteriormente conhecido como Twitter).

## Elenco e personagens
| Personagens                | Filmes                          | Filmes              | Filmes                                    |
| Personagens                | The SpongeBob SquarePants Movie | Sponge Out of Water | Sponge on the Run                         |
| -------------------------- | ------------------------------- | ------------------- | ----------------------------------------- |
| Bob Esponja Calça Quadrada | Tom Kenny                       | Tom Kenny           | Tom Kenny Antonio Raul Corbo (jovem)      |
| Patrick Estrela            | Bill Fagerbakke                 | Bill Fagerbakke     | Bill Fagerbakke Jack Gore (jovem)         |
| Lula Molusco               | Rodger Bumpass                  | Rodger Bumpass      | Rodger Bumpass Jason Maybaum (jovem)      |
| Sr. Sirigueijo             | Clancy Brown                    | Clancy Brown        | Clancy Brown                              |
| Sheldon Plankton           | Mr. Lawrence                    | Mr. Lawrence        | Mr. Lawrence                              |
| Karen Plankton             | Jill Talley                     | Jill Talley         | Jill Talley                               |
| Sandy Bochechas            | Carolyn Lawrence                | Carolyn Lawrence    | Carolyn Lawrence Presley Williams (jovem) |
| Sra. Puff                  | Mary Jo Catlett                 | Mary Jo Catlett     | Mary Jo Catlett                           |
| Pérola Sirigueijo          | Lori Alan                       | Lori Alan           |                                           |
| Gary                       | Tom Kenny                       | Tom Kenny           | Tom Kenny                                 |
| Rei Netuno                 | Jeffrey Tambor                  |                     |                                           |
| Princesa Mindy             | Scarlett Johansson              |                     |                                           |
| Dennis                     | Alec Baldwin                    |                     |                                           |
| David Hasselhoff           | Ele mesmo                       |                     |                                           |
| Barba Burger               |                                 | Antonio Banderas    |                                           |
| Bubbles                    |                                 | Matt Berry          |                                           |
| Rei Poseidon               |                                 |                     | Matt Berry                                |
| Sábio                      |                                 |                     | Keanu Reeves                              |
| Otto                       |                                 |                     | Awkwafina                                 |
| Chanceler                  |                                 |                     | Reggie Watts                              |
| Mestre de Cerimônias       |                                 |                     | Tiffany Haddish                           |
| El Diablo                  |                                 |                     | Danny Trejo                               |
| The Gambler                |                                 |                     | Snoop Dogg                                |

## Produção

### The SpongeBob SquarePants Movie(2004)
A Nickelodeon e a Paramount Pictures abordaram o criador de Bob Esponja Calça Quadrada, Stephen Hillenburg, para um filme baseado no programa já em 2001, mas ele recusou por mais de um ano. Ele estava preocupado, depois de assistir O Gigante de Ferro e Toy Story com seu filho, sobre o desafio de Bob Esponja e Patrick fazerem algo mais cinematicamente consequente e inspirador sem perder o que ele chamava de "cadência" de Bob Esponja. Ele disse, em uma pausa na pós-produção da quarta temporada: "Fazer um filme de 75 minutos sobre Bob Esponja querendo fazer uma geléia de água-viva seria um erro, acho [...] Isso tinha que ser Bob Esponja em uma grande aventura ... É daí que vem a comédia, tendo esses dois personagens ingênuos, Bob Esponja e Patrick, um bobo e um idiota, nesta incrivelmente perigosa odisséia heróica com todas as probabilidades contra eles.". Os escritores decidiram escrever a busca de um herói mítico para o filme de 2004: a busca por uma coroa roubada, que traz Bob Esponja e Patrick à superfície.
A produção do primeiro filme começou em 2002, depois que Hillenburg e a equipe do programa completaram a terceira temporada. Um anúncio irônico da trama do filme desde o início afirmava que seria sobre Bob Esponja resgatando Patrick de um pescador na Flórida. A intenção era ser uma referência humorística a Procurando Nemo e mais tarde foi confirmado por Tom Kenny (dublador de Bob Esponja) como uma trama de "piada" para manter os fãs ocupados. Hillenburg escreveu o filme com outros cinco escritores-animadores do show (Paul Tibbitt, Derek Drymon, Aaron Springer, Kent Osborne e Tim Hill) durante um período de três meses em uma sala de um ex-banqueiro de Glendale, Califórnia, e também dirigiu e produziu o filme.
O primeiro filme pretendia ser o final da série; Hillenburg queria encerrar a franquia depois que o filme fosse concluído para que "não pulasse no tubarão". No entanto, a Nickelodeon desejava mais episódios devido à crescente popularidade da franquia. Hillenburg afirmou: "Bem, quando fizemos o filme [em 2004] havia uma preocupação de que o programa havia atingido o pico. Havia preocupações entre os executivos da Nickelodeon.". Como resultado, Hillenburg renunciou ao cargo de showrunner da série, nomeando o escritor, diretor e artista de storyboard Paul Tibbitt para sucedê-lo. Hillenburg ainda permaneceu envolvido com a série, revisando cada episódio e enviando sugestões.

### The SpongeBob Movie: Sponge Out of Water(2015)
Em 2010, o The New York Times informou que a Nickelodeon havia abordado a equipe do programa para fazer um segundo filme. A rede esperava dar a si mesma e à franquia global "um impulso" lançando outro filme. O Los Angeles Times informou que a Paramount tinha "outro filme do Bob Esponja" em desenvolvimento em março de 2011. Philippe Dauman, então presidente e CEO da Viacom, anunciou em 28 de fevereiro de 2012 que um filme sequencial estava em desenvolvimento e com lançamento previsto para o final de 2014. Dauman acrescentou que o filme "servirá para começar ou ser um de nossos filmes que inicia nosso novo estúdio de animação". A Nickelodeon esperava que o filme fosse muito melhor nas bilheterias estrangeiras do que o longa de 2004, devido ao seu alcance cada vez mais global. Dauman disse: "Isso continuará a impulsionar Bob Esponja internacionalmente".

### The SpongeBob Movie: Sponge on the Run(2020)
Em uma entrevista em fevereiro de 2015 discutindo o sucesso de bilheteria de The SpongeBob Movie: Sponge Out of Water, Megan Colligan, presidente de distribuição e marketing mundial da Paramount Pictures, afirmou que a possibilidade de um terceiro filme era "uma boa aposta". Em outra entrevista, o vice-presidente da Paramount, Rob Moore, comentou: "Esperamos que não demore 10 anos para fazer outro filme", em referência ao tempo decorrido entre The SpongeBob SquarePants Movie (2004) e sua sequência de 2015. Mais tarde, em 2015, foi revelado que a Paramount estava desenvolvendo sequências para suas franquias, incluindo outro filme de Bob Esponja.
O filme foi inicialmente agendado para lançamento nos cinemas em 2019, antes de ser adiado para 2020. O filme posteriormente teve sua exibição nos cinemas cancelada devido à pandemia de COVID-19 e, em vez disso, foi lançado em vídeo sob demanda e no Paramount+. O filme teve uma exibição nos cinemas exclusiva no Canadá em agosto de 2020 e estreou na Netflix três meses depois em territórios internacionais. Em janeiro de 2016, Jonathan Aibel e Glenn Berger foram contratados para escrever o filme. Em abril de 2018, o título oficial do filme foi revelado como The SpongeBob Movie: It's a Wonderful Sponge, e o codesenvolvedor de Bob Esponja, Tim Hill, foi anunciado como diretor e roteirista do filme. Em 12 de novembro de 2019, foi revelado que o título do filme foi alterado de It's a Wonderful Sponge para Sponge on the Run.

## Recepção

### Bilheteria
| Filme                                    | Lançamento             | Box office                   | Box office       | Box office         | Box office     | Orçamento      | Ref.   |
| Filme                                    | Lançamento             | Abertura na América do Norte | América do Norte | Outros territórios | Mundialmente   | Orçamento      | Ref.   |
| ---------------------------------------- | ---------------------- | ---------------------------- | ---------------- | ------------------ | -------------- | -------------- | ------ |
| The SpongeBob SquarePants Movie          | 19 de novembro de 2004 | US$32,018,216                | US$85,417,988    | US$54,775,005      | US$140,192,993 | US$30 milhões  | [ 33 ] |
| The SpongeBob Movie: Sponge Out of Water | 6 de fevereiro de 2015 | US$55,365,012                | US$162,994,032   | US$162,192,000     | US$325,186,032 | US$74 milhões  | [ 34 ] |
| The SpongeBob Movie: Sponge on the Run   | 14 de agosto de 2020   | US$865,824                   | US$4,810,790     |                    | US$4,810,790   | US$60 milhões  | [ 35 ] |
| Total                                    | Total                  | US$88,249,052                | US$253,222,810   | US$216,967,005     | US$470,189,815 | US$164 milhões |        |

### Crítica especializada
| Filme                                    | Críticos           | Críticos         | Público     |
| Filme                                    | Rotten Tomatoes    | Metacritic       | CinemaScore |
| ---------------------------------------- | ------------------ | ---------------- | ----------- |
| The SpongeBob SquarePants Movie          | 69% (128 críticas) | 66 (32 críticas) | B+          |
| The SpongeBob Movie: Sponge Out of Water | 81% (103 críticas) | 62 (27 críticas) | B           |
| The SpongeBob Movie: Sponge on the Run   | 67% (72 críticas)  | 65 (20 críticas) | —           |

## Equipe técnica
| Título                                   | Crew/Detail                 | Crew/Detail           | Crew/Detail        | Crew/Detail                                                              | Crew/Detail                                    | Crew/Detail |
| Título                                   | Compositor(es)              | Cinematógrafos        | Editor(es)         | Estúdio                                                                  | Distribuição                                   | Duração     |
| ---------------------------------------- | --------------------------- | --------------------- | ------------------ | ------------------------------------------------------------------------ | ---------------------------------------------- | ----------- |
| The SpongeBob SquarePants Movie          | Gregor Narholz              | Jerzy Zieliński       | Lynn Hobson        | Nickelodeon Movies United Plankton Pictures Inc.                         | Paramount Pictures                             | 87 minutos  |
| The SpongeBob Movie: Sponge Out of Water | John Debney                 | Phil Méheux           | David Ian Salter   | Paramount Animation Nickelodeon Movies United Plankton Pictures Inc.     | Paramount Pictures                             | 92 minutos  |
| The SpongeBob Movie: Sponge on the Run   | Hans Zimmer e Steve Mazzaro | Peter Lyons Collister | Michael W. Andrews | Paramount Animation Nickelodeon Movies United Plankton Pictures Inc. MRC | Paramount Pictures (Canadá) Paramount+ (EUA)   | 91 minutos  |
| Quarto filme sem título de Bob Esponja   | TBA                         | TBA                   | TBA                | Paramount Animation Nickelodeon Movies United Plankton Pictures Inc.     | Paramount Pictures                             | TBA         |
| Filme spin-off sem título                | TBA                         | TBA                   | TBA                | Paramount Animation Nickelodeon Movies United Plankton Pictures Inc.     | Paramount+ Netflix (O Grande Resgate de Sandy) | TBA         |
| Saving Bikini Bottom                     | TBA                         | TBA                   | TBA                | Paramount Animation Nickelodeon Movies United Plankton Pictures Inc.     | Paramount+ Netflix (O Grande Resgate de Sandy) | TBA         |
| Terceiro filme spin-off sem título       | TBA                         | TBA                   | TBA                | Paramount Animation Nickelodeon Movies United Plankton Pictures Inc.     | Paramount+ Netflix (O Grande Resgate de Sandy) | TBA         |